# Štós

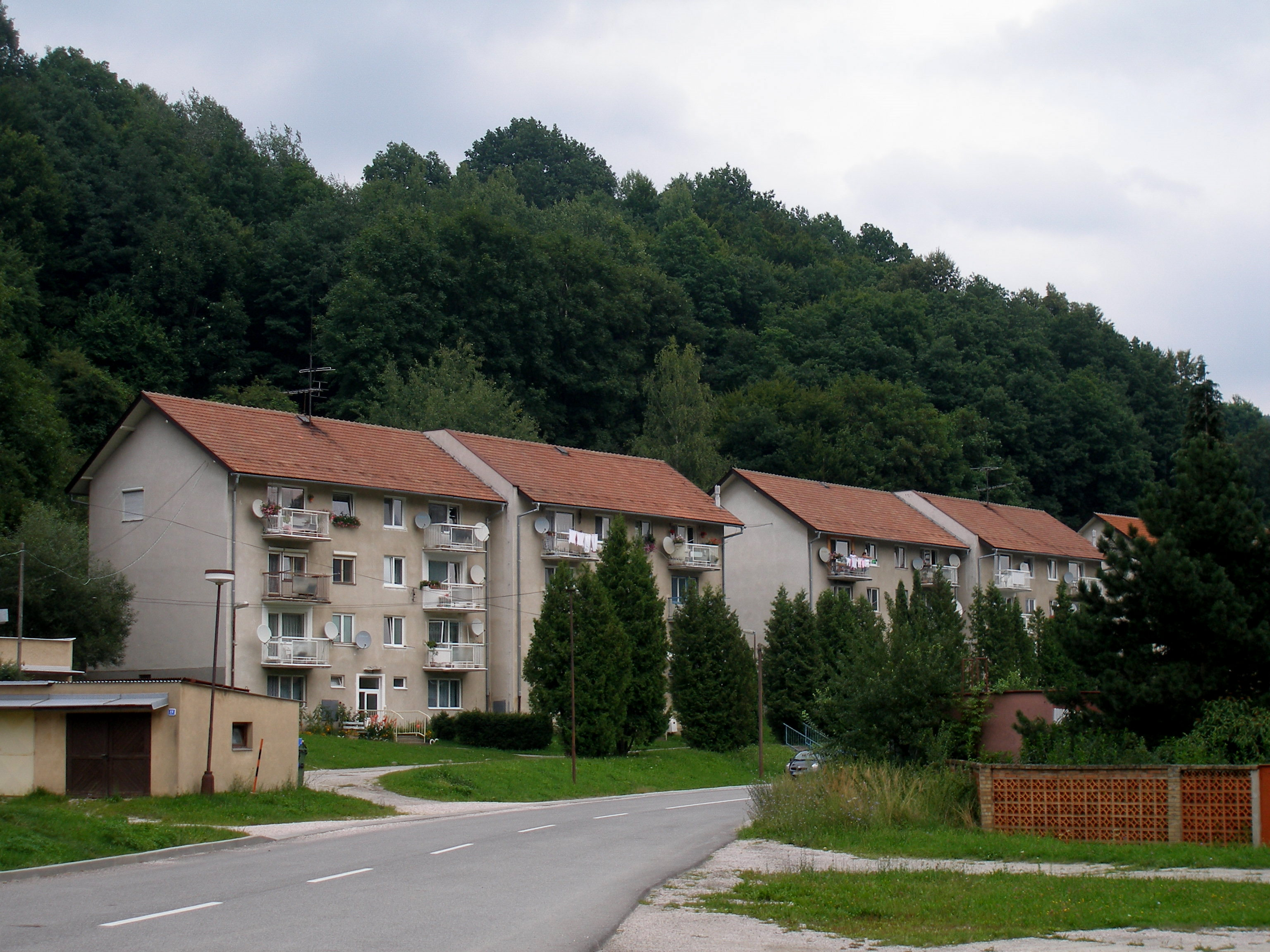
Häuser in Štós

Štós (bis 1927 slowakisch „Štós“ – 1927 bis 1973 slowakisch „Štos“; deutsch Stoß/Stoss oder älter Stoos, ungarisch Stósz) ist eine Gemeinde und Kurort in der Ostslowakei. Sie liegt im Gebirge Volovské vrchy, etwa 8 km von Medzev und 36 km westlich von Košice entfernt. Westlich der Gemeinde entspringt der Fluss Bodva.
Nachbargemeinden von Štós sind Smolnícka Huta im Norden, Medzev im Osten, Hačava im Süden, Jasov sowie Smolník im Westen.
Die Gemeinde wurde 1341 erstmals schriftlich erwähnt. In der Vergangenheit sie war eine bergmännische Siedlung, in der Eisenerz, Silber und Gold gefördert wurden. Das Heilbad nördlich oberhalb des Ortes wurde 1883 gegründet und stellt den Gemeindeteil Štós-kúpele dar.